# سیتیکولین
سیتی کولین (به انگلیسی: Citicoline) یا (CDP-Choline)
رده درمانی: مؤثر بر عملکرد مغز.
اشکال دارویی: آمپول، قرص
قرص ها به صورت خالص یا ترکیب با سایر ترکیب های نوتروپیک مانند جینکوبیلوبا و براهمی عرضه میشوند.
مقدمه کوتاه؛
کولین یا در گذشته ویتامین ب ۴  مولکولی است با تبدیل به استیل کولین به عنوان انتقال دهنده عصبی و با تولید فسفاتیدیل کولین که فسفولیپید اصلی غشای سلولی است و همچنین ماده اصلی غشای میلین است در حفظ یکپارچگی سلول و انتقال صحیح پیام نقش دارد همچنین نقش ضد التهابی در سیستم عصبی کبد و قلب برای ان در نظر گرفته اند.
در این مقالات به اثر ترکیبات مختلف کولین بر عملکرد شناختی و سایر اثرات مثبت احتمالی ان پرداخته شده است
مصرف روزانه کولین خالص در اژانس سلامت اروپا و انستیتو پزشکی امریکا حدود ۵۰۰ میلی گرم تخمین زده شده است( میزان دقیق در مقاله هست)
الفا جی سی پی؛ الفا گلیسرو فسفو کولین - این فرم توانایی عبور از سد خونی مغزی را دارد و احتمالا یکی از با کیفیت ترین مولکول حاوی کولین است حدود ۴۱٪ از وزن مولکولی ان کولین است
بیشترین میزان ان در ماهی سالمون است و بعد از مصرف به فسفاتیدیل کولین تبدیل میشود که در مرحله بعد سطح استیل کولین و BDNF را بالا ببرد( برخلاف چیزی که چندی پیش منتشر شد)
BDNF خواص ضد التهابی علیه امیلویید بتا دارد و در هیپوکامپ نروجنسیس را کنترل میکند
اثرات کولین به صورت الفا جی سی پی در بهتر شدن عکس العمل ثابت شده است
عوارض؛ 
الفا جی سی پی میتواند اثرات کولنرژیک نشان دهد
در استفاده طولانی مدت و در دوز بالا میتواند اثر عکس داشته باشد و ریسک سکته قلبی و مغزی را افزایش دهد
( دوز ۵۰۰ میلی گرم خاصیت پروتکتیو و دوزهای بالاتر همراه با افزایش ریسک خواهد بود)
و سایر مولکول های حاوی کولین به اختصار؛
۲-کولین بی تارتارات؛ اثر مثبت ان در cognitive performance مورد تایید قرار گرفته است
حدود ۲گرم از ان میزان ۵۰۰ میلی گرم دوز روزانه کولین را فراهم میکند
معمولا در مکمل ها یافت میشود
۳-لیسیتین ؛ ترکیبی از چند فسفولیپید حاوی کولین به فرم های مختلف است
لیسیتین در تخم مرغ سویا و تخم افتاب گردان بیشترین مقدار را دارد
ثابت شده است لیسیتین شامل فسفاتیدیل کولین و انواع دیگر کولین است که غلظت خونی کولین  + غلضت استیل کولین در مغز را افزایش دهد واثرات مثبت بر عملکرد قلب و مغز دارد
۴-سیتی کولین؛ ماده اصلی تولید فسفولیپید های غشای سلولی و استیل کولین در بدن است
سیتی کولین باعث افزایش و تسهیل متابولیسم مغز میشود و در بیماری های نرودجنریتیو و سایر شرایط التهابی کاربرد دارد
طبق نظر( دکتر صالحی داروساز) و طبق مقالاتی که لینک ان در ذیل قابل مشاهده است به اختصار؛
۱- فرم های با فراهمی زیستی کمتر مانند کولین بی تارتارات به بیشتر جهت کبد چرب یا تنظیم سیستم ایمنی موثر هستند
۲- فرم های با فراهمی زیستی بالاتر مانند الفا جی پی سی ( الفا گلیسرو فسفو‌کولین) تا روزی ۵۰۰ میلی گرم احتمالا و براساس مقالات میتواند تاثیرات مثبت بر عملکرد کل بدن و بخصوص قلب و مغز داشته باشد و احتمالا باعث بهتر شدن حافظه و عملکردهای شناختی شود.

## مکانیسم اثر
سیتی کولین یک محصول واسطه‌ای در تولید فسفاتیدیل کولین از کولین است و به نظر می‌رسد با تحریک بیوسنتز فسفولیپیدها و کاهش التهاب باعث تثبیت غشاء سلولی می‌گردد؛ و احتمالاً باعث افزایش جریان خون مغز می‌شود.

## موارد مصرف
سیتی کولین در ضربه‌های مغزی در مراحل حاد و آسیب عروق مغزی استفاده می‌شود. به دلیل تأثیر بر تمرکز ذهن، حافظه و سطح دوپامین مغز در درمان آلزایمر و پارکینسون نیز کاربرد دارد.